# KRTAP17-1
KRTAP17-1 (англ. Keratin associated protein 17-1) – білок, який кодується однойменним геном, розташованим у людей на 17-й хромосомі. Довжина поліпептидного ланцюга білка становить 105 амінокислот, а молекулярна маса — 9 504.
| 10         |  | 20         |  | 30         |  | 40         |  | 50         |
| ---------- |  | ---------- |  | ---------- |  | ---------- |  | ---------- |
| MGCCPGDCFT |  | CCTQEQNCCE |  | ECCCQPGCCG |  | CCGSCCGCGG |  | SGCGGSGCGG |
| SCCGSSCCGS |  | GCGGCGGCGG |  | CGGGCCGSSC |  | CGSSCCGSGC |  | CGPVCCQPTP |
| ICDTK      |  |            |  |            |  |            |  |            |

C: Цистеїн

D: Аспарагінова кислота

E: Глутамінова кислота

F: Фенілаланін

G: Гліцин

I: Ізолейцин

K: Лізин

M: Метіонін

N: Аспарагін

P: Пролін

Q: Глутамін

S: Серин

T: Треонін